# سیلوو (اکلاهما)
سیلوو(به انگلیسی: Silo) شهری در ایالت اکلاهما کشور ایالات متحده آمریکا است که جمعیت آن در سرشماری سال ۲۰۱۰ میلادی، ۳۳۱ نفر بوده‌است.